# EKI 1
Die Toccata-Orgel EKI 1 ist eine elektronische Orgel, die 1954 vom Werk für Fernmeldewesen in Berlin-Oberschöneweide, dem späteren Werk für Fernsehelektronik, entwickelt und gebaut wurde.

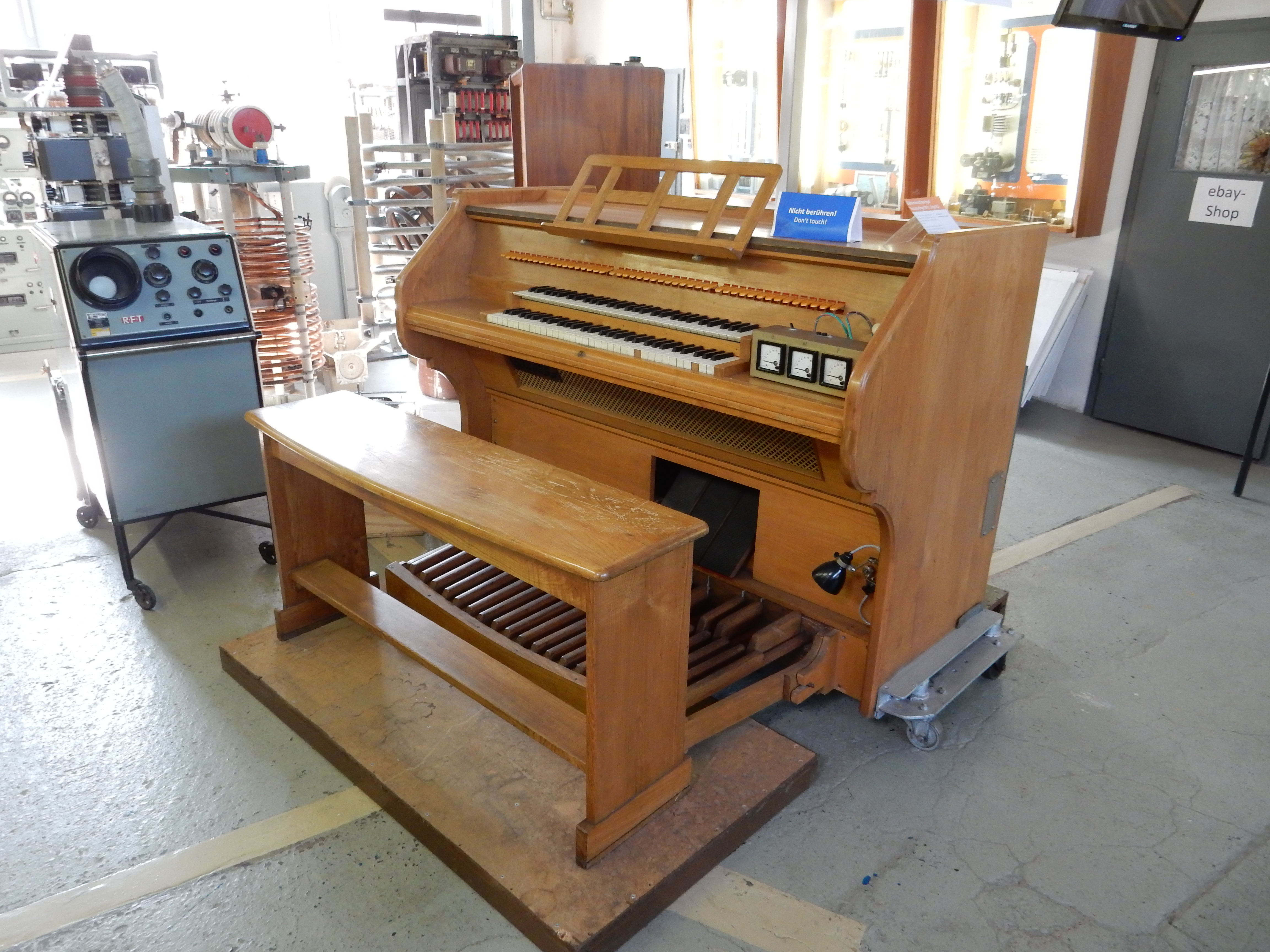
Elektronische Orgel EKI 1

Die Orgel besteht aus über 250 Elektronenröhren und diversen anderen Bauelementen. Die Orgel war die erste Röhrenorgel der Welt und hat eine große Bedeutung für die Entwicklung elektronischer Musikinstrumente. Sie imitiert den Klang einer Pfeifenorgel sehr genau, einschließlich der Ein- und Ausschwingvorgänge. In die Entwicklung flossen Untersuchungen von Silbermann-Orgeln ein. Für die Klangerzeugung wurden spezielle Tongeneratorschaltungen und Frequenzteiler benutzt. Die Klangformung erfolgte durch aufwendige Filtersysteme.

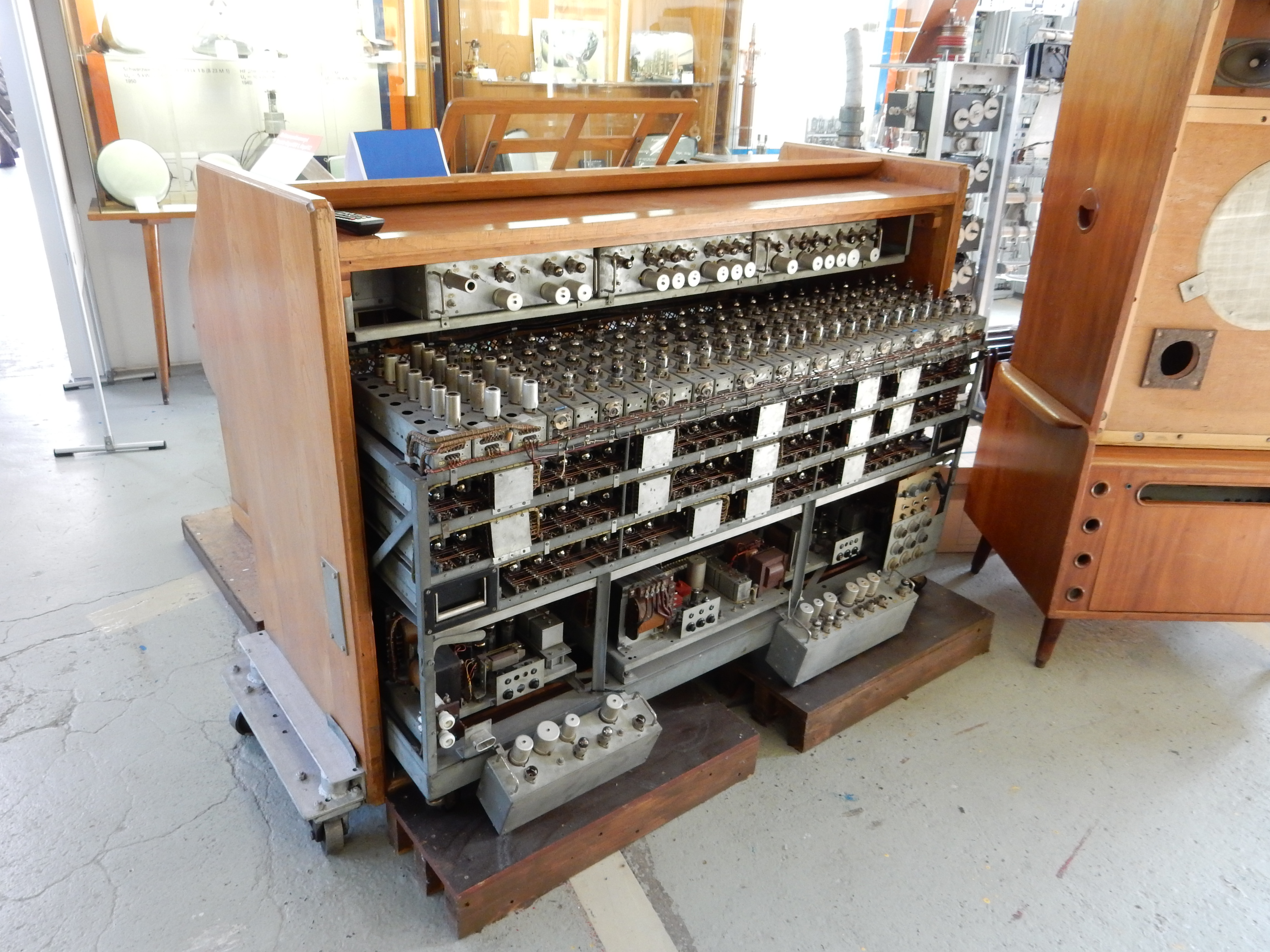
Rückseite der elektronischen Orgel EKI 1

Die DDR erhoffte sich von der Entwicklung elektronischer Orgeln devisenbringende Geschäfte. Außerdem war die Orgel für die Aufnahme von Filmmusik und den Einsatz in Kinos und Kulturhäusern gedacht. Diese Erwartungen erfüllten sich jedoch nicht, da zum einen die Produktion sehr teuer war und zum anderen zur Zeit der Entwicklung grundsätzliche politische Vorbehalte gegen die meist in Kirchen eingesetzte Orgel bestanden. Die Entwicklung wurde deshalb eingestellt. Insgesamt wurden vier EKI 1 hergestellt, von denen eine erhalten ist. Dieses Instrument war von 1961 bis 1989 in der Komischen Oper Berlin im Einsatz. Seit 2009 befindet es sich im Industriesalon Schöneweide, der u. a. die Bestände des ehemaligen WF-Museums ausstellt. Die Orgel ist spielbar.

## Quelle
- Informationstafel im Industriesalon Schöneweide, September 2015